# テスコ (楽器メーカー)

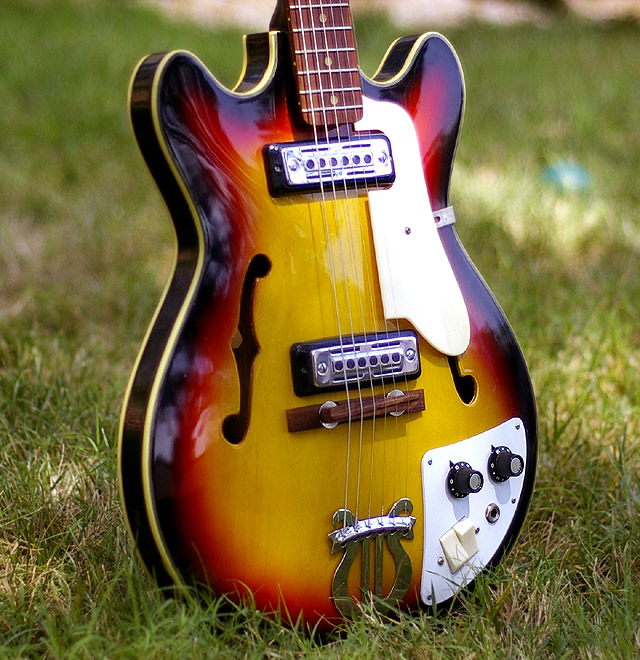
EP-7

テスコ (TEISCO) は、日本に1948年から1985年頃まで存在した楽器ブランド、および、その保有する企業である。
主力製品はギターで、その他に、シンセサイザー、アンプなどを作った。
1988年頃、電子ピアノに力を入れる河合楽器製作所の戦略によって静岡県森町にあるメルヘン楽器（メルヘンピアノ）と統合され河合楽器の電子ピアノの生産のみを行うようになり、テスコ(TEISCO)ブランドは消滅した。

## 略史
テスコ・ブランドを創設した「アヲイ音波研究所」は1946年の創業後、二度の社名変更を経て1964年「テスコ株式会社」(TEISCO CO.,LTD)となり、1966年末経営危機に伴い当時の主要取引先だった河合楽器製作所の系列会社となった。以降テスコ・ブランドの開発・製造・販売は、関連会社が協力して継続されたが、1960年代末～70年代前半に関連会社が倒産・解散し、70年代後半～80年代半ばにテスコ・ブランドは消滅した。
その後テスコ株式会社は、河合楽器の連結子会社だった株式会社カワイウッド（1990年設立、2004年吸収合併）に吸収合併された。
本社所在地は1960年代半ばは東京都北区浮間だったが、後に埼玉県南埼玉郡菖蒲町となった。

## ギター
テスコは1946年独立系楽器メーカ「アヲイ音波研究所」として創業し、1948年Teiscoブランドでハワイアンギター（電気スティールギター）と楽器アンプを発売開始、1952年エレキギターの製造を開始、1956年に社名を「日本音波工業」へ変更した。
1960年代には世界的なエレキギター・ブームの波に乗って輸出や国内販売を伸ばし、1961年子会社テスコ弦楽器を設立、1964年社名を「テスコ」へ再変更、当時の日本の代表的エレキギターブランドへと成長した。全盛期の1965年には、テレビでバンドオーディション番組の草分け『エレキ・トーナメント・ショーGO!GO!GO!』（東京12チャンネル（現テレビ東京））を提供して国内エレキブームの牽引役となり、市場では、「ヤマハが選んだベストブランド」と題したテスコ専用カタログをヤマハが製作して、エレキ内製直前から自社販売網でテスコ製品を販売する程の勢いだった。当時大量に輸出された日本製エレキギターは、デヴィッド・リンドレーをはじめとするコレクターに再評価され、90年代ビザールギター・ブームへとつながった。
1966年、国内で第1次エレキブームが一段落するとテスコは経営危機に陥り、同年末カワイの系列会社となり、カワイの電子楽器製造部門の一部となった。ただしTEISCOブランドは当時非常に知名度が高かったため、ブランド名と独自製品系列は存続され、関連会社（テスコ商事、テスコ弦楽器）が企画・開発した独自製品や、カワイ製テスコードが引き続き販売された。
1969年アメリカ市場で第1次エレキブームが去り、日本でもGSブームが収束して世の関心がフォークギターへと移行し始めると、モリダイラ楽器独立と長野楽器倒産に端を発して、資本関係のあったテスコ弦楽器やその取引先が次々と連鎖倒産し1969年のいわゆるエレキギター連鎖倒産となった、更に1970年代前半にはテスコ商事も解散した。この結果1974年のテスコ製品カタログでは、TEISCOを特徴付けたユニークなデザインのギターは姿を消し、代わりに当時の流行であちこちで生産されていたギブソンやフェンダーのコピー・モデルが登場している。

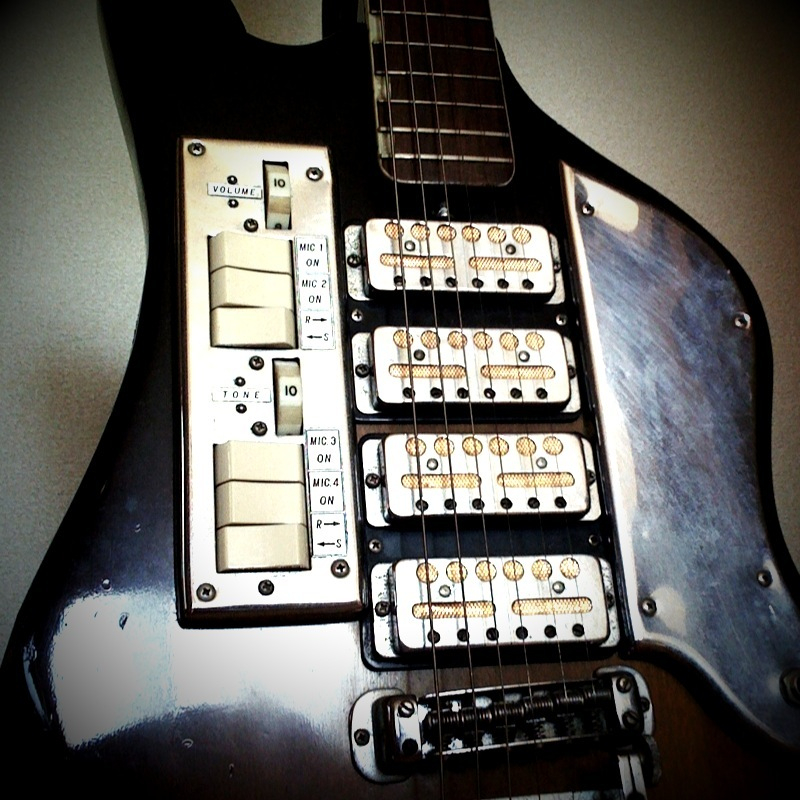
SS-4L (1962-)
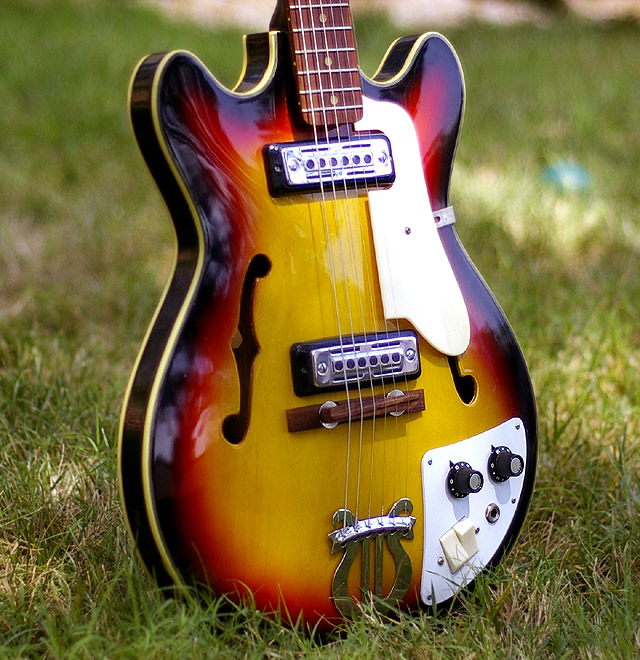
EP-7 (1964)
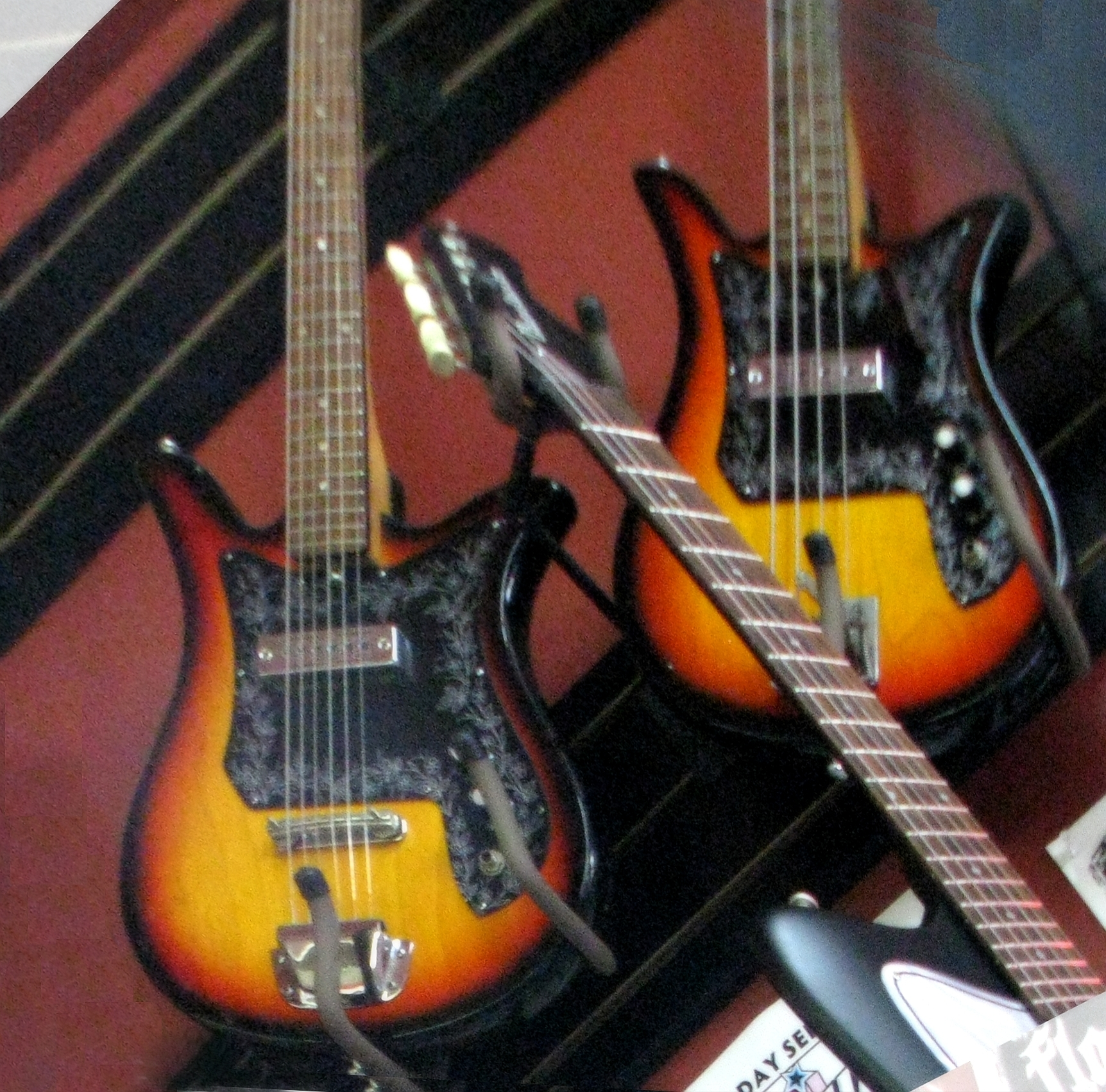
E-110 & EB-110 (1965)

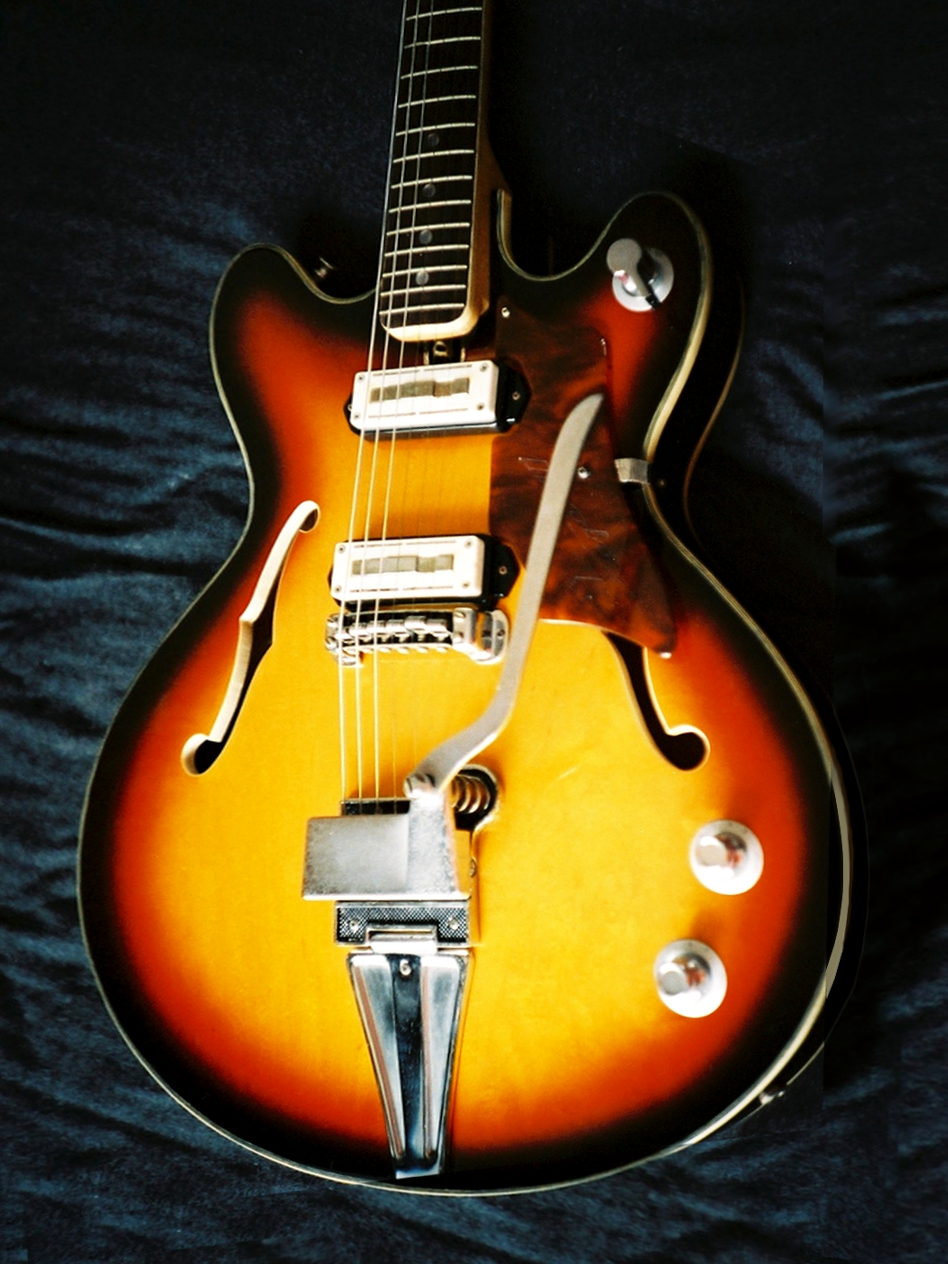
Vegas40 (1966)
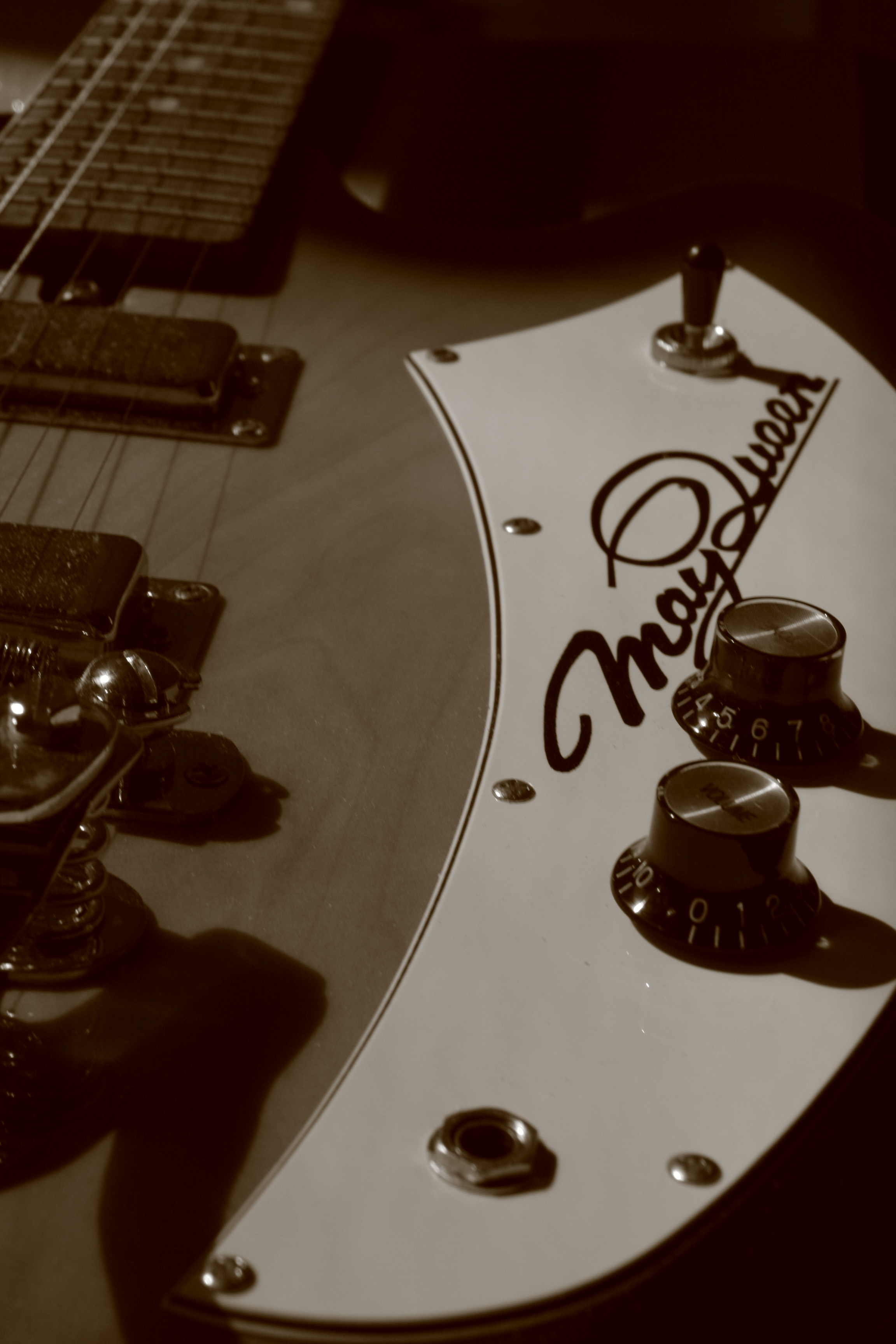
May Queen (1968)

2015年、テスコ製品のひとつ「Spectrum 5」がイケベ楽器より復刻され限定販売された。

## 電子オルガン
1958年テスコは、国内最初期の真空管式単音電子オルガン「スーパーエレガン」 (TEISCO Super Elegan) を発売し、同年発売のビクター電子オルガンとともに国産電子楽器製品の先鞭をつけた。
当時、電子オルガン開発に着手した河合楽器製作所（カワイ）は、先行するテスコの電子楽器技術に着目して提携関係を結び、1960年カワイ初の電子オルガン「ドリマトーン」と、自社製品「テスコP-1」が開発・発売された。その後、自社ブランドのコンボオルガン「テスコード」 (TEISCO Teischord) を発売、海外へも自社ブランドTeisco や、KAWAI/Kingstonブランド、あるいは各種OEMブランド (Nomad/Cretone, WEM , Bauer ）で輸出した。海外で確認されているモデルは下記の通りである。
Teischord A-1 / B / B2 / C / C1 / CS / D / E1 / G / GS / S 
1966年テスコが経営危機でカワイの電子楽器部門の一部となった後、カワイはテスコードの製造・販売を継続し、海外ではKAWAI/Kingstonブランドによる輸出が継続された（時期不詳）。
しかし1969-1974年テスコの活動実態を支えていた関連会社が相次いで消滅した結果、1974年テスコ製品カタログではTEISCOブランドの電子鍵盤楽器が一時的に消滅している。

## シンセサイザー

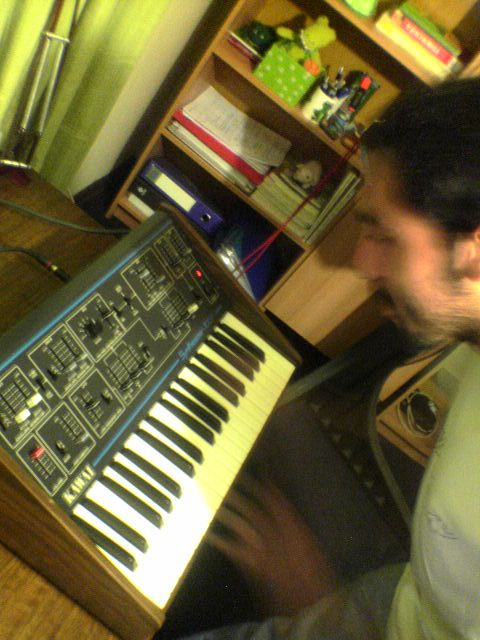
Kawai/Teisco S100f

シンセサイザーブーム全盛の1977年、KAWAI/TEISCO最初のシンセサイザー Synthrsizer-100F (S100F)が登場して一時的にTEISCOブランドが復活した。その後ハイブリッドシンセサイザー K3（倍音加算合成採用）の発売を期に、製品ラインがKAWAIブランドに再統一され、以降Teiscoブランド製品は、Teiscoギター復刻版以外登場していないと見られる。
TEISCOおよびKAWAIのシンセサイザーは、海外サイトvintagesynth.comや synthesizer.de 等でその大半の機種を確認できる。当時のカタログに掲載されていた残りの機種のうち、"S100P"はTeisco synthesizers websiteで、また"S60P"はハンガリーのサイトvintagesynth.hu（セキュリティ注意！）で、それぞれの画像を確認できる。その後、TEISCOは4ボイスマイコン搭載アナログシンセサイザー SX400を発売している。「TEISCO SX400」の検索で画像と音を確認できる。

## PA
TEISCOロゴのモニターがビートルズの日本公演の記録写真中に見られる。